# Riedemann (Adelsgeschlecht)
Riedemann ist der Name eines Geschlechts, das in den preußischen und den bayerischen Adel aufgenommen wurde. 

## Geschichte
Die Familie stammt ursprünglich aus dem Emsland. Im Kommunikantenregister des Kirchspiels Holte von 1652 werden im Ort Vinnen ein Herman Rideman und ein Lucas Rideman aufgeführt. Auch im Status animarum des Hochstifts Münster von 1749 wird die Familie Riedemann im Ort Vinnen genannt. Zu diesem Zeitpunkt gehörte sie dem Bauernstand an. Am 4. April 1917 wurde Wilhelm Anton Riedemann von Kaiser Wilhelm II. in den erblichen preußischen untitulierten Adelsstand mit dem Prädikat von Riedemann erhoben. Am 13. September 1918 wurde Heinrich von Riedemann im Königreich Bayern in der Adelsklasse immatrikuliert. Die Familie ist römisch-katholisch.

## Wappen
Das 1917 verliehene, redende Wappen (Ried und Mann): In Gold auf schilfbewachsenem Boden ein wachsender, schwarz gekleideter Mann, in der erhobenen Rechten drei Schilfkolben haltend, die Linke in die Seite gestützt. Auf dem gekrönten Helm mit schwarz-goldenen Decken der Mann des Schildes wachsend.

## Bekannte Familienmitglieder
- Wilhelm Anton von Riedemann (1832–1920)

## Stammliste
- Hermann Heinrich Riedemann (1797–1845/46) ⚭ Maria Anna Deymann (1800–1883), Tochter von Johann Heinrich Deymann und Anna Maria Elisabeth Heyl, Schwester von Matthias Deymann
  - Wilhelm Anton von Riedemann ⚭ 1867 Sophie Bödiker (1845–1921), Tochter von Wilhelm Julius Bödiker (1814–1892) und Maria Heyl (1822–1906), Schwester von Tonio Bödiker
    - Heinrich Anton von Riedemann (1871–1959) ⚭ 1907 Francesca Beatricia Marchesa Ricci (1884–1959), Tochter von Giacomo Marchese Ricci (1851– ) und Maud Ford, heiratete 1911 in zweiter Ehe Viktor Graf von Voß
      - Mario von Riedemann (1908–1976) ⚭ 1930 Elisabeth Gräfin von Ledebur-Wicheln (1905–1989), Tochter von Adolf Graf von Ledebur-Wicheln (1870–1949) und Marie Gräfin Rességuier de Miremont (1872–1941), Schwester von Friedrich von Ledebur und Eugen von Ledebur
        - Karl Anton von Riedemann (1931–2014) ⚭ 1961 Olga Prinzessin von Windisch-Graetz (* 1934), Tochter von Eduard Prinz von Windisch-Graetz (1891–1976) und Alexandra Prinzessin zu Isenburg (1899–1945)
          - Mark von Riedemann (* 1964) ⚭ 1999 Tatiana Gräfin von Holstein-Ledreborg (* 1961), Tochter von Knud, 7. Lehnsgraf von Holstein-Ledreborg (1919–2001) und Prinzessin Marie Gabrielle von Luxemburg (* 1925)

      - Beatrice von Riedemann (1910–1982) ⚭ Karl Borromäus Graf von Ledebur-Wicheln (1898–1974), Sohn von Adolf Graf von Ledebur-Wicheln (1870–1949) und Marie Gräfin Rességuier de Miremont (1872–1941), Bruder von Friedrich von Ledebur und Eugen von Ledebur

    - Julius Wilhelm von Riedemann (1878–1961) ⚭ 1902 Carmen Eichmann (1883–1937), Tochter von Otto Eichmann (1850–1924) und Anita Eggers (1861–1919)
      - Wilhelm Otto von Riedemann (1903–1940) ⚭ 1935 Marie Valerie Gräfin von Seefried auf Buttenheim (1901–1972), Tochter von Otto Graf von Seefried auf Buttenheim (1870–1951) und Elisabeth Marie Prinzessin von Bayern (1874–1957), sie war in erster Ehe seit 1923 mit Rudolf Freiherr von Stengel (1899–1969) verheiratet